# Довжок (Вінницький район)
Довжок — село в Україні, у Погребищенській міській громаді Вінницького району Вінницької області. Розташоване поблизу залізничного зупинного пункту Андрусове. Населення становить 388 осіб.

## Географія
Селом протікає річка Глиця, права притока Росі.
Біля села знаходиться ландшафтний заказник місцевого значення Зелена.

## Історія
М. Крикун зазначає, що Довжок (пол. Dołżek) згадується в Актах коронного трибуналу 1607 і 1609 років, а також при поділі маєтків князя Яреми Вишневецького в 1651 році як село в Брацлавському воєводстві.
Село Довжок перебувало в складі Погребищенського ключа, який з 1578 року належав князю Янушу Збаразькому, а потім його нащадкам. Як власність Збаражських село Довжок вперше згадується у 1607 році в Актах коронного трибуналу. До речі, наразі це перша відома писемна згадка про Довжок.
У подимному реєстрі 1629 року Довжок згадується як власність Єжи Збаражського. З 1635 року село належало Яремі Вишневецькому. У 1651 р. перейшло до власності Костянтина Вишневецького. Після його смерті у 1668 р. власником села та Погребищенського ключа загалом до 1741 р. був Януш Антоній Вишневецький.
Л. Похилевич виникнення села Довжок переносив на початок XVIII ст. Він зазначав, що тут був хутір Вінницький (Винницький). Назва пов'язана була з винокурнею із містечка Спичинці. Хутір був частиною Спичинецького маєтку. З часом хутір розширився за рахунок поселенців вздовж струмка, що впадав у річку Рось. Від цього нове село отримало свою назву, Довжок, — від слів «довгий», «вздовж».
Зважаючи на дані про те, що Довжок вже існувало у XVII ст. Л. Похилевич очевидно помилявся щодо часу виникнення села. 9 березня 1759 року граф Станіслав Фердинанд Вацлав Ржевуцький і його мати Ганна Ржевуцька вступили у володіння Погребищенським ключем, до якого теж відносилось село Довжок (хутір Вінницький).
16 червня 1786 року Станіслав Фердинанд Ржевуцький, підстолій литовський, генерал-лейтенант артилерії Австро-Російських військ помер у м. Погребище. Невдовзі село перейшло до власності Карнонського.
У 1746 році за священика Гавриїла Кандієвича (керував парафією з 1745 по 1778 рр.) в Довжку була збудована дерев'яна церква Іоанна Златоустого. Оскільки невдовзі церква занепала й до того ж була доволі тісною для мирян, то в 1803 р. за священика Стефана Гришковського була збудована нова церква Пресвятої Трійці. Від старої церкви залишили дзвіницю. Церкві належали 47 десятин землі з дубовим лісом. В Центральному державному історичному архіві України в м. Києві збереглися метричні книги церков Іоанна Златоустого (1772—1802 рр.) та Пресвятої Трійці (1803—1874 рр. і 1888 р.), а також ряд інших документів, що стосуються православної церкви в Довжку.
Після поділу Речи Посполитої село опинилося в складі Російської імперії. У 19 столітті воно входило до Очеретянській волості Липовецького повіту Київської губернії.
У 1818—1819 рр. дяком в церкві в Довжку був Йосиф Якович Руткевич.
На початку XIX ст. село стало власністю Фадея Копчинського. Після його смерті в 1816 р. перейшло в спадок до його брата ксьондза Казиміра Копчинського, а потім до молодшого брата Вікентія. Після смерті останнього село Довжок було розділене між його синами — Леонтієм і Фадеєм.
Станом на 12 липня 1828 р. в Довжку налічувалось 92 двори.
Частина території села, яка належала Фадею Копчинському, за його участь в Польському повстанні, у 1832 р. була конфіскована державою. Леонтій Копчинський свою частину Довжка (619 десятин) продав Миколі Васильовичу Жураковському (1812 р. нар.).
На початок 60-х років XIX ст. в селі налічувалось 1047 осіб. Земель налічувалось 1800 десятин, з них відповідно до статутної грамоти 359 десятин належали поміщицьким селянам. Половина села з 72 садибами належала поміщику Жураковському. Інша половина з 1832 р. відносилась до державного майна.
Збереглась «Справа про встановлення опіки над неповнолітніми дітьми та маєтком в с. Мелені Радомисльського повіту, що залишився після смерті поміщика Меліновского Л., і стягнення на користь його спадкоємців боргу з маєтку поміщика Жураковского М. [Миколи] в с. Довжок Липовецкого повіту 1845—1861 рр.».
За даними метричних книг, які велись у Зозівському костелі, до місцевої римо-католицької громади відносились і римо-католики села Довжок. Тому вцілілі метричні книги з костелу Святих Петра і Павла в Зозові можуть бути цінним джерелом для пошуків інформації про мешканців Довжку ХІХ ст..
За даними «Покажчика місцевостей Брацлавського воєводства» у 1869 р. в Довжку (хутір Вінницький) був костел, який відносився до Бердичівського деканату..
За даними «Географічного словника Королівства Польського та інших слов'янських країн» у 1880 р. село Довжок (хутір Вінницький) відносилось до Липовецького повіту. В селі мешкало 1191 особа (сповідували праволав'я). В Довжку була православна церква та невелика школа. Орні землі села складали 1800 десятин. Половина села належала Журавським, а інша була частиною державного майна.
На карті Шуберта 1868 р. позначено винокурню в селі Довжок, що знаходилась на правому березі річці Глиці у північно-східній окраїні села. Поруч на річці, очевидно, що штучно створена водойма. Можливо вона була частиною виробничого комплексу винокурні та панського парку, північно-західна сторона якого підходила впритул до водойми та північним краєм до винокурні.
Станом на 1885 рік у колишньому власницькому та державному селі Очеретянської волості Липовецького повіту Київської губернії мешкала 1141 особа, налічувалось 139 дворових господарств, існували православна церква, костел і школа.
За переписом 1897 року кількість мешканців зросла до 1632 осіб (791 чоловічої статі та 841 — жіночої), з яких 1592 — православної віри. Тоді село відносилось до Зозовської волості Липовецького повіту Київської губернії.
У 1895—1903 рр. настоятелем церкви Пресвятої Трійці в Довжку був о. Микола Черняк (1862 р. нар.). Він успішно закінчив навчання в духовній семінарії і проявив неабиякі успіхи на пастирській ниві. Вже 1895 р. о. Микола удостоївся архієрейського благословіння, а 27 листопада 1896 р. отримав грошову нагороду як вчитель Закону Божого місцевої церковної школи. 6 травня 1897 р. був нагороджений набедреником. Та напевно, найцікавіше те, що о. Микола Черняк був близьким родичем Федора Михайловича Достоєвського. Його бабуся була сестрою письменника. Скоріш за все Достоєвський не знав нащадків сестри але припускав можливість їх існування і робив спроби віднайти родичів. При цьому останні про свого відомого родича знали та зв'язку встановити не вдалось.
У 1906 р. дослідник Вадим Щербаковський знімав плани та фотографував церкву в Довжку.
У 1930 р. під час розкуркулення з Довжку було виселено 5 дворів. В той же час в Довжку було організовано виселок на площі 50,25 га, де було розміщено 25 селянських дворів депортованих селян з інших населених пунктів Плисківського району.
Під час голоду 1932—1933 рр. за даними свідчень очевидців (Балдига М. І., Гончар А. П., Цюрупа П. М.) в Довжку померло 129 дорослих і 156 дітей.
Близько трьох місяців на кордоні Липовецького та Погребищенського районів стояла лінія фронту. Тут проходила стратегічна залізнична гілка, якою можна було дістатись Києва й Одеси. В Другому Погребищі знаходився паровозоремонтний завод. Тому німці намагались утримати цю територію. Тут відбувались танкові бойові зіткнення. А в район бойових дій на цю ділянку фронту приїжджав Георгій Жуков. Його штаб розміщувався в селі Чапаївка.
3 січня 1944 р. в ході Житомирсько-Бердичівської військової операції танкістами першої гвардійської танкової армії 1-го Українського фронту село Довжок було звільнено від нацистів.
В пам'ять про події війни та як вшанування пам'яті героїв війни в Довжку було встановлено ряд пам'ятників.
В радянський період історії села школа розміщувалась в колишньому панському маєтку.
12 червня 2020 року, відповідно до розпорядження Кабінету Міністрів України № 707-р «Про визначення адміністративних центрів та затвердження територій територіальних громад Вінницької області», увійшло до складу Погребищенської міської громади.
19 липня 2020 року, в результаті адміністративно-територіальної реформи та ліквідації Погребищенського району, село увійшло до складу Вінницького району.

## Населення
За даними перепису 2001 року кількість наявного населення села становила 388 особи, із них 98,20 % зазначили рідною мову українську, 1,55 % — російську, 0,26 % — білоруську.
| Рік            | 1897 | 1989 | 2001 |
| -------------- | ---- | ---- | ---- |
| Кількість осіб | 1632 | 507  | 388  |

## Пам'ятки
До нашого часу в селі зберігся панський будинок. Поруч знаходився панський парк. На жаль, парк і будинок перебувають в занедбаному стані.
У 1982 р. в центрі села було встановлено пам'ятник 67-ми воїнам-односельчанам, які загинули під час війни 1941—1945 рр. Пам'ятник було виготовлено Київським художнім фондом.
З ініціативи та за сприяння генерала танкових військ Мамчура Петра Антоновича (14.10.1936 — 01.10.2001), уродженця села Довжок, у 1987 р. в селі було встановлено танк ІС-2. Такий же танк генерал подарував і в райцентр Погребище. Танки привезли із Закавказького військового округу. На території України таких танків встановлено близько двадцяти.
Напис на постаменті, на якому стоїть танк в Довжку: «Танкистам первой гвардейской танковой армии генерала Катукова М. Е. освободившим село Довжок от немецко-фашистких захватчиков в начале января 1944 года от жителей села Довжок».
Також у 1987 р. місцеві майстри виготовили металевий пам'ятник 122-м воїнам-визволителям села. Пам'ятник було встановлено біля місцевого клубу.